# 니콜 트런피오
니콜 트런피오(Nicole Trunfio, 1986년 3월 16일 ~ )는 오스트레일리아의 모델이다.